# 매이백 뮤직 그룹
매이백 뮤직 그룹(Maybach Music Group)은 2009년 미국의 힙합 가수 릭 로스가 설립한 레이블이다.릭 로스의 세 번째 앨범  Deeper Than Rap을 시작으로 앨범 Teflon Don, God Forgives, I Don't, 왈레의 앨범 Ambition, 믹 밀의 앨범 Dreams and Nightmares 등 유명한 앨범을 낸 레이블이기도 하다.

## 소속 가수
- 릭 로스
- 왈레
- 믹 밀
- 프렌치 몬타나
- 건플레이
- 오마리온
- Stalley
- DJ Scream
- Rockie Fresh
- Teedra Moses